# Coyhaique (stad)
Coyhaique, ook wel Coihaique, is de hoofdstad van de provincie Coyhaique in de regio Aysén in Chili. In 1929 werd de relatief jonge stad gesticht door de mensen die zich daar vestigden. Coyhaique wordt gezien als een van de mooiste landschappen in Patagonië. Het is omringd door de rivieren de Simpson en de Coihaique en door bergen die het gehele jaar met sneeuw bedekt zijn.
De stad fungeert als een regionaal winkelcentrum en heeft een museum.

## Cultuur

### Bezienswaardigheid
- Museo Regional de Aysén, regionaal museum